# Berner Kantonalbank
Die Berner Kantonalbank AG (BEKB) (französisch Banque Cantonale Bernoise SA (BCBE), Markenname «BEKB | BCBE») mit Sitz in Bern ist die Kantonalbank des Schweizer Kantons Bern. Mit einer Bilanzsumme von 41,9 Milliarden Schweizer Franken per 30. Juni 2025 und rund 1'220 Mitarbeitern ist die BEKB eine der grössten Kantonalbanken der Schweiz. Sie wurde im Jahr 1834 als eine der ersten Schweizer Kantonalbanken gegründet. Seit 1998 ist die BEKB eine privatrechtliche Aktiengesellschaft. Mehrheitsaktionär ist mit 51,5 Prozent der Kanton Bern.

## Geschichte
Die «Kantonalbank von Bern» wurde 1834 als eine der ersten Kantonalbanken gegründet. Drei Jahre zuvor nahmen die Berner Stimmbürger die liberale Staatsverfassung an. Zu den neuen verfassungsmässigen Freiheitsrechten gehörte auch die Handels- und Gewerbefreiheit. So konnte sich das freie Unternehmertum entfalten – dieses war allerdings auf eine Bank angewiesen, die die Mittel für die Finanzierung der Betriebe zur Verfügung stellte. Die neu gegründete Kantonalbank erbrachte Dienstleistungen für breite Bevölkerungskreise und trug zur Entwicklung der regionalen Wirtschaft bei. Nach und nach baute sie ihr Dienstleistungs- und Produkteangebot aus.
1858 eröffnete die Kantonalbank von Bern ihre ersten drei Standorte in Saint-Imier, Burgdorf und Biel/Bienne. Hundert Jahre später, 1958, überstieg die Bilanzsumme erstmals die Milliardengrenze.
1991 fusionieren die «Kantonalbank von Bern» und die «Hypothekarkasse des Kantons Bern» zur Berner Kantonalbank. Das neue Institut sollte «erstens eine moderne Universalbank sein, zweitens volkswirtschaftliche und soziale Aufgaben im Interesse der Öffentlichkeit und des Staates erfüllen und drittens sich im Marktgeschehen bewähren, indem sie konkurrenzfähig ist und sich neuen Entwicklungen beweglich anpasst».
Nach der Gründung des Kantons Jura wurden 1979 vier Standorte der neu gegründeten jurassischen Kantonalbank übertragen.
Wegen der Immobilienkrise musste die Berner Kantonalbank zu Beginn der 1990er-Jahre ihre Geschäfts- und Kreditpolitik neu ausrichten. Sie hatte im Vorfeld besonders im Baubereich Kredite gewährt, die nach der neuen Kreditpolitik nicht im gleichen Ausmass oder gar nicht hätten eingeräumt werden sollen. 1993 wurde die gesunde Bank von der neu gegründeten Dezennium-Finanz AG (DFAG) getrennt. Aktiven, die nicht der neuen Geschäfts- und Kreditpolitik der Berner Kantonalbank entsprachen, wurden in die DFAG überführt. Der Kanton Bern unterstützte die Sanierung seiner Bank in den folgenden Jahren mit insgesamt 1,45 Milliarden Franken.
Seit 1996 verwendet die Bank den Kurznamen «BEKB | BCBE» und tritt mit dem heutigen Logo auf. Zwei Jahre später wurde die BEKB als erste Kantonalbank in eine private Aktiengesellschaft umgewandelt. Das neue «Gesetz über die Aktiengesellschaft Berner Kantonalbank» führte zu einer Trennung der Verantwortung zwischen Eigentümer und Bankführung. Die Aktienmehrheit des Kantons Bern wurde in den folgenden Jahren schrittweise auf 51,5 Prozent reduziert.
Fünf Jahre nach der Auflösung der Solothurner Kantonalbank eröffnete die BEKB 1999 den ersten ausserkantonalen Standort in Solothurn. Im gleichen Jahr lässt sie als erste privatrechtlich organisierte Kantonalbank ihre Namensaktien an der SIX Swiss Exchange in Zürich kotieren.
2015 steht erstmals eine Frau an der Spitze der BEKB: Antoinette Hunziker-Ebneter wird an der Generalversammlung im Mai zur Präsidentin der BEKB gewählt.
2022 erhält die aus der DXC hervorgegangene Tochtergesellschaft im Informatikbereich den Namen Aity.

## Besitzverhältnisse
Die BEKB gehört zu 51,5 Prozent dem Kanton Bern. 48,5 Prozent der Aktien gehören privaten Aktionären. Mit rund 50'000 Aktionären zählt die BEKB zu den zehn schweizerischen Gesellschaften mit den meisten Teilhaberinnen und Teilhabern.

## Geschäftstätigkeit
Die BEKB ist eine Universalbank mit Schwerpunkten auf standardisierten Basisbankdienstleistungen, Immobilienfinanzierungen, Unternehmensfinanzierungen und Private Banking. Die Bank richtet ihre Geschäftstätigkeit hauptsächlich auf zwei Kundensegmente aus, nämlich auf das Geschäft mit Privat- und Firmenkunden, insbesondere mit kleinen und mittleren Unternehmen, sowie auf die Vermögensberatung für private und institutionelle Kunden.
Die Bank verfügt über 72 Standorte in den Kantonen Bern und Solothurn. Die BEKB richtet ihre Niedrigrisikostrategie auf langfristigen Erfolg und nachhaltige Wertschöpfung aus. 
Der Hauptsitz der BEKB befindet sich am Bundesplatz 8 im Kantonalbankgebäude Bern.

## Staatsgarantie
Bis Ende 2005 hatte die BEKB, wie ursprünglich alle Schweizer Kantonalbanken, eine unbeschränkte Staatsgarantie des Kantons Bern. Im Kanton Bern geriet diese politisch unter Druck und wurde deshalb Anfang 2006 schrittweise und schliesslich vollständig abgeschafft. In einem ersten Schritt wurde sie auf Spargelder bis 100'000 Franken (je Kunde) und auf Obligationenanleihen reduziert. Der definitive Wegfall der Staatsgarantie erfolgte Ende 2012. Für Anleihen, die vor diesem Datum ausgegeben wurden, bleibt die Staatsgarantie bis zu deren Fälligkeit bestehen.
Die Staatsgarantie durch den Kanton Bern ist unabhängig von der Einlagensicherung der Schweizer Banken und Effektenhändler. Die BEKB ist der schweizerischen Einlagensicherung angeschlossen, welche Einlagen im Gesamtwert von maximal 100'000 Franken pro Einleger sichert.

## Kennzahlen
Kennzahlen der Bank zum Semesterergebnis 2025:
- Gewinn (in Mio. CHF): 76,3
- Bilanzsumme (in Mrd. CHF): 41,9
- Kundenausleihungen (in Mrd. CHF): 30,9
- Personalbestand: rund 1'220
- 72 Standorte (54 bedient, 18 selbstbedient)
- Basel-III-Kernkapitalquote: 20,7 %
- Rating der Agentur Moody’s: Aa2